# Lớp Tảo lục
Lớp Tảo lục (danh pháp khoa học: Chlorophyceae) là một lớp tảo lục, được phân biệt chủ yếu trên cơ sở của hình thái học siêu cấu trúc. Chẳng hạn các loài tảo lục thuộc nhánh CW và các loài tảo lục thuộc nhánh DO được định nghĩa theo sự sắp xếp roi của chúng. Các thành viên của nhánh CW có roi được chuyển chỗ theo hướng"thuận chiều kim đồng hồ"(CW, 1–7 giờ), như ở bộ Chlamydomonadales. Các thành viên của nhánh DO có roi chuyển chỗ theo hướng"ngược lại trực tiếp"(DO, 12–6 giờ), chẳng hạn như các loài trong bộ Sphaeropleales. Chúng thường có màu xanh lục do sự chi phối của các chất màu chlorophyll a và chlorophyll b. Lục lạp có thể là dạng đĩa, dạng tấm, hình mắt lưới, hình chén, xoắn ốc hay dạng dải ở các loài khác nhau. Phần lớn các loài có một hay vài cơ quan tử lưu trữ gọi là hạch tinh bột (pyrenoid) nằm trong lục lạp. Ngoài tinh bột, các hạch tinh bột cũng chứa protein. Một vài loài tảo có thể lưu trữ thức ăn dưới dạng các giọt dầu nhỏ. Tảo lục thường có vách tế bào cứng bao gồm lớp trong là xenluloza và lớp ngoài là pectoza.
Chúng chia sẻ nhiều điểm tương đồng với thực vật bậc cao, bao gồm sự hiện diện của các tế bào roi bất đối xứng, sự phá vỡ lớp vỏ nhân khi phân bào có tơ, và sự hiện diện của các sắc tố thực vật, các flavonoid và các tiền chất hóa học của cutin
Danh sách các bộ (cùng các họ và chi không gán vào bộ nào) dưới đây lấy theo Encyclopedia of Life
- Chaetopeltidales: Thuẫn mao tảo
- Chaetophorales: Tảo lông keo, giao mao tảo.
- Chlorococcales: Tảo màu tròn, sắc cầu tảo.
- Chlorocystidales
- Microsporales: Tảo bào tử nhỏ
- Oedogoniales: Sao tảo
- Phaeophilales. Algaebase.org không công nhận bộ này[3].
- Prasiolales: Khê thái (rau suối). Algaebase.org không công nhận bộ này[3].
- Tetrasporales: Tảo bốn bào tử, tứ bào tảo.
- Ulotrichales. Tảo tơ, ti tảo. Algaebase.org không công nhận bộ này[3].
- Volvocales: Tảo đoàn, đoàn tảo.

Bộ Sphaeropleales được NCBI công nhận nhưng Species 2000 & ITIS Catalogue of Life: Annual Checklist 2010 không công nhận bộ này.
Các họ và chi mà Species 2000 không xếp trong bộ nào
- Actinochloridaceae
- Botryococcaceae
- Characiochloridaceae
- Chlorangiopsidaceae
- Chlorosarcinaceae
- Chlorosphaeraceae
- Coelastraceae
- Gomontiaceae
- Protosiphonaceae
- Pseudoudoteaceae
- Radiococcaceae
- Spondylomoraceae
- Tetracystaceae
- Các chi không xếp trong họ nào: Boueina, Chloremys, Chloronomala, Crassikamaena, Cribrokamaena, Entransia, Gymnozyga, Hofmania, Hortobagyiella, Hyalococcus, Korschpalmella, Lacrymorphus, Lobosphaeropsis, Mateola, Neodesmus, Neosphaerochloris, Octacanthium, Oltmannsiellopsis, Oocystopsis, Ortonella, Ovillaria, Parallela, Phycastrum, Physidrum, Phythelios, Pseudocarteria, Pseudodidymocystis, Pseudokirchneriella, Pseudoprostratum, Sangirellum, Sarfatiella, Scotlandella, Selenodictyon, Seletonella, Tasmanites, Tethysicodium, Tetrasporella, Urnella, Uvella.